# أنيت بيكر
أنيت بيكر (بالفرنسية: Annette Becker) هي مؤرخة معاصر ‏ ومؤرخة فرنسية، ولدت في 21 أغسطس 1953 في بورغوان-جاليو في فرنسا.